# Маскода (Висконсин)
Маскода (енгл. Muscoda) град је у америчкој савезној држави Висконсин.

## Демографија
По попису из 2010. године број становника је 1.299, што је 154 (-10,6%) становника мање него 2000. године.
| Група             | 2000.         | 2010.         |
| Белци             | 1.420 (97,7%) | 1.274 (98,1%) |
| Афроамериканци    | 4 (0,3%)      | 4 (0,3%)      |
| Азијати           | 1 (0,1%)      | 1 (0,1%)      |
| Хиспаноамериканци | 19 (1,3%)     | 11 (0,8%)     |
| Укупно            | 1.453         | 1.299         |